# سیارک ۵۱۷۷۲
سیارک ۵۱۷۷۲ (به انگلیسی: 51772 Sparker، نامگذاری:2001MJ) پنجاه و یک هزار و هفتصد و هفتاد و دومین سیارک کشف شده‌است که در ۱۶ ژوئن ۲۰۰۱ کشف شد.